# Фахад ат-Тунайян
Фахад ат-Тунайян (араб. فهد محمد الثنيان‎, 29 августа 1986) — саудовский футболист, вратарь клуба «Аль-Хиляль».

## Клубная карьера
Фахад ат-Тунайян начинал свою карьеру футболиста в клубе «Аль-Таавун». С сезона 2010/11 по сезон 2013/14 он был основным голкипером команды. Летом 2014 года Фахад ат-Тунайян перешёл в «Аль-Хиляль», где стал играть роль резервного вратаря, крайне редко появляясь в официальных матчах. В рамках Лиги чемпионов АФК 2016 он защищал ворота «Аль-Хиляля» в четырёх матчах, включая обе игры 1/8 финала с узбекистанским «Локомотивом», по итогам которых саудовцы покинули турнир.

## Достижения
«Аль-Хиляль»
- Чемпион Саудовской Аравии (1): 2016/17